# Hibiscus multiformis
Hibiscus multiformis är en malvaväxtart som beskrevs av St.-hil.. Hibiscus multiformis ingår i Hibiskussläktet som ingår i familjen malvaväxter. Inga underarter finns listade i Catalogue of Life.